# Liste von Kraftwerken in Irland
Die Kraftwerke in Irland werden sowohl auf einer Karte als auch in Tabellen (mit Kennzahlen) dargestellt. Die Liste ist nicht vollständig.

## Installierte Leistung und Jahreserzeugung
Laut CIA verfügte Irland im Jahr 2020 über eine (geschätzte) installierte Leistung von 11,43 GW; der Stromverbrauch lag bei 30,627 Mrd. kWh. Der Elektrifizierungsgrad lag 2020 bei 100 %. Irland war 2020 ein Nettoexporteur von Elektrizität; es exportierte 1,913 Mrd. kWh und importierte 1,761 Mrd. kWh.
Laut der Energy Information Administration (EIA) stieg die installierte Leistung von 3,1 GW im Jahr 1980 auf 11 GW im Jahr 2021; die Jahreserzeugung stieg von 9,5 Mrd. kWh im Jahr 1980 auf 34 Mrd. kWh im Jahr 2021.
Installierte Leistung (in GW). Quelle: EIA
Jahreserzeugung (in Mrd. kWh). Quelle: EIA

## Karte
| Aghada |

| Ardnacrusha |

| Carrigadrohid |

| Cathaleen's.Fall |

| Dublin Bay |

| Galway |

| Great Island |

| Huntstown |

| Innisc |

| Meentycat |

| Moneypoint |

| North Wall |

| Poolbeg |

| Ratrussan.Bindoo |

| Tarbert |

| Turlough Hill |

| Tynagh |

| Whitegate |

## Wärmekraftwerke
| Name         | Block   | Inst. Leistung (MW) | Typ / Brennstoff                | Status             | Anmerkung                                                        |
| ------------ | ------- | ------------------- | ------------------------------- | ------------------ | ---------------------------------------------------------------- |
| Aghada       | 1 bis 3 | 963                 | GT, GuD / Erdgas                | in Betrieb         | 1 × 258 MW, 1 × 270 MW, 1 × 430 MW                               |
| Dublin Bay   | 1       | 417                 | GuD / Erdgas                    | in Betrieb         |                                                                  |
| Great Island | 1 bis 3 | 240                 | Schweröl                        | stillgelegt        | 2 × 60 MW, 1 × 120 MW                                            |
| Great Island | 4       | 460                 | GuD / Erdgas                    | in Betrieb         |                                                                  |
| Huntstown    | 1 bis 2 | 747                 | GuD / Erdgas                    | in Betrieb         | 1 × 343 MW, 1 × 404 MW                                           |
| Moneypoint   | 1 bis 3 | 915                 | Kohle (bis Juni 2025), Schweröl | in Betrieb         | 3 × 305 MW                                                       |
| North Wall   |         | 200                 | GT / Erdgas                     | geplant / in Bau ? | die älteren Blöcke wurden stillgelegt; sechs Gasturbinen geplant |
| Poolbeg      | 1 bis 3 | 510                 | Schweröl                        | stillgelegt        | 2 × 120 MW, 1 × 270 MW; stillgelegt am 31. März 2010             |
| Poolbeg      | 4       | 480                 | GuD / Erdgas                    | in Betrieb         |                                                                  |
| Tarbert      | 1 bis 4 | 620                 | Schweröl                        | in Betrieb         | 2 × 60 MW, 2 × 250 MW; Stilllegung für Ende 2023 geplant         |
| Tynagh       | 1       | 404                 | GuD / Erdgas                    | in Betrieb         |                                                                  |
| Whitegate    | 1       | 445                 | GuD / Erdgas                    | in Betrieb         |                                                                  |

## Wasserkraftwerke
| Name des Kraftwerks | Inst. Leistung (MW) | Fluss/See | Status     |
| ------------------- | ------------------- | --------- | ---------- |
| The Shannon Scheme  | 86                  | Shannon   | in Betrieb |
| Carrigadrohid       | 8                   | Lee       | in Betrieb |
| Cathaleen's Fall    | 45                  | Erne      | in Betrieb |
| Inniscarra          | 19                  | Lee       | in Betrieb |
| Turlough Hill       | 292                 |           | in Betrieb |

1. ↑  Es handelt sich um ein Pumpspeicherkraftwerk.

## Windparks
Ende 2021 waren in Irland Windkraftanlagen (WKA) mit einer installierten Leistung von 4351 MW in Betrieb.
| Name des Windparks | Inst. Leistung (MW) | Anzahl | Status                                     |
| ------------------ | ------------------- | ------ | ------------------------------------------ |
| Arklow Bank        | 25                  | 7      | in Betrieb, Erweiterung auf 520 MW geplant |
| Ballywater         | 42                  | 21     | in Betrieb                                 |
| Galway             | 174                 | 58     | in Betrieb                                 |
| Meentycat          | 72                  | 38     | in Betrieb                                 |
| Mount Lucas        | 84                  | 28     | in Betrieb                                 |
| Ratrussan-Bindoo   | 48                  | 32     | in Betrieb                                 |